# Богушевицька сільська рада
Богушевицька сільська рада (біл. Багушэвіцкі сельсавет) — адміністративно-територіальна одиниця в складі Березинського району розташована в Мінській області Білорусі. Адміністративний центр — Богушевичі.
Богушевицька сільська рада розташована на межі центральної Білорусі, у східній частині Мінської області орієнтовне розташування — супутникові знимки [Архівовано 25 серпня 2011 у WebCite], на південний захід від районного центру Березино.
До складу сільради входять 27 населених пунктів:
- Богушевичі • Божине • Бичин • Вилятино • Винорове • Висока Гора • Головні Ляди • Городище • Нове Городище • Дубовий Лог • Єдлине • Калюга 1 • Калюга 2 • Красна Гірка • Красна Зорька • Крупка • Мотилянка • Михайлево • Осмолівка • Островский Перевіз • Перевіз • Притерпа • Регіспілля • Тополя • Устя • Чижаха • Якшиці.